# Bernard de Meester de Ravestein
Baron Bernard de Meester de Ravestein (Antwerpen, 6 januari 1908 - Mechelen, 22 oktober 1993) was een Belgisch historicus en politicus.

## Levensloop
De familie De Meester werd geadeld in 1776, in de persoon van Pierre de Meester. Zijn zoon Gaspar de Meester, overgrootvader van Bernard, verkreeg adelserkenning in 1823. Bernard Marie Joseph Ghislain Stanislas Emmanuel de Meester was de jongste zoon van baron Emmanuel de Meester (1866-1943) en Marie-Thérèse van Outryve d'Ydewalle (1875-1950), dochter van volksvertegenwoordiger Charles-Julien van Outryve d'Ydewalle. Hij trouwde in 1935 met Cécile Drion du Chapois (1912-1991), met wie hij vier kinderen had. In 1937 kreeg hij vergunning om de Ravestein aan zijn naam toe te voegen en in 1954 werd hem de erfelijke baronstitel toegekend.
Bernard de Meester werd doctor in de geschiedenis. Hij doorliep een ambtelijke loopbaan, waarbij hij onder meer Belgisch afgevaardigde was bij de Verenigde Naties. Tijdens de Tweede Wereldoorlog was hij officier binnen het Geheim Leger, waar ook zijn broer Leopold en zijn twee broers benedictijnen, Antoine en Jean, deel van uitmaakten.
De Meester de Ravestein was onder meer lid van het Belgisch historisch instituut in Rome, voorzitter van de afdeling genealogie en archieven binnen de heraldische en historische commissie van de Vereniging van de Adel. Tevens was hij bestuurder van het Museum Mayer van den Bergh en lid vanaf 1950 en voorzitter van 1972 tot 1983 van de Raad van Adel.
Hij was de laatste burgemeester, van 1959 tot 1976 van de gemeente Hombeek, voorafgaand aan de fusie met Mechelen in 1977. Hij werd erevoorzitter van de heemkundige kring van Hombeek. Hij was ook ridder van de Soevereine Orde van Malta en van de Orde van het Heilig Graf.

## Publicaties
- Le Saint-Siège et les Troubles des Pays-Bas 1566 - 1579, Leuven, 1934
- Lettres de Philippe et de Jean-Jacques Chifflet sur les affaires des Pays-Bas (1627-1639), Brussel, 1943
- Les seigneuries situées à Ramsdonck-Malines, in: Handelingen van de Koninklijke kring voor oudheidkunde, letteren en kunst van Mechelen, 1943-44
- L'Hof van Halen à Leest, in: Handelingen van de Koninklijke kring voor oudheidkunde, letteren en kunst van Mechelen, 1945
- Le château d'Expoel à Hombeek, in:Handelingen van de Koninklijke kring voor oudheidkunde, letteren en kunst van Mechelen, 1947
- La seigneurie de Ravestein à Hever, in: Handelingen van de Koninklijke kring voor oudheidkunde, letteren en kunst van Mechelen, 1950
- De wapenschilden in Sint-Romboutskerk te Mechelen, in: Handelingen van de Koninklijke kring voor oudheidkunde, letteren en kunst van Mechelen, 1958

- Gemeinsame Normdatei: 1055286144
- International Standard Name Identifier: 0000 0004 1646 4301
- Nationale Bibliotheek van Tsjechië: xx0198808
- Istituto Centrale per il Catalogo Unico: PBEV039554
- Virtual International Authority File: 304919333